# Neaetha
Genre
Synonymes
- Neera Simon 1876 nec Rondani, 1861

Neaetha est un genre d'araignées aranéomorphes de la famille des Salticidae.

## Distribution
Les espèces de ce genre se rencontrent en Afrique, en Europe et en Asie.

## Liste des espèces
Selon World Spider Catalog (version 25.5, 30/07/2024) :
- Neaetha absheronica Logunov & Guseinov, 2002
- Neaetha alborufula Caporiacco, 1949
- Neaetha bulawayoensis (Wesołowska, 2000)
- Neaetha catula Simon, 1886
- Neaetha catulina Berland & Millot, 1941
- Neaetha cerussata (Simon, 1868)
- Neaetha fulvopilosa (Lucas, 1846)
- Neaetha irreperta Wesołowska & Russell-Smith, 2000
- Neaetha maxima Wesołowska & Russell-Smith, 2011
- Neaetha membrosa (Simon, 1868)
- Neaetha oculata (O. Pickard-Cambridge, 1876)
- Neaetha ravoisiaei (Lucas, 1846)
- Neaetha tomkovichi Logunov, 2019
- Neaetha wesolowskae Żabka & Patoleta, 2020

## Systématique et taxinomie
Neera Simon 1876 préoccupé par Neera Rondani, 1861 a été remplacé par Neaetha par Simon en 1884.

## Publications originales
- Simon, 1884 : « Études arachnologiques. 16e Mémoire. XXIII. Matériaux pour servir à la faune des arachnides de la Grèce. » Annales de la Société Entomologique de France, sér. 6, vol. 4, p. 305-356 (texte intégral).
- Simon, 1876 : Les arachnides de France. Paris, vol. 3, p. 1-364 (texte intégral).